# ゴーストリコン フューチャーソルジャー
『ゴーストリコン フューチャーソルジャー』(Ghost Recon: Future Soldier)は、ユービーアイソフトから発売されたトム・クランシー作、ゴーストリコンシリーズのゲームソフト。ジャンルは前作と同様にサードパーソン・シューティングゲームである。
前作からさらに時代が進み、西暦2024年の近未来（制作当時）が舞台となっている。拡張現実による情報の視覚化、ステルス装備の光学迷彩、偵察ドローンや4足歩行ロボットなどのハイテク兵器が登場する。
Xbox 360版はkinectの音声認識機能に対応。
本作の前日談に当たる短編映画の『GHOST RECON ALPHA』についてもここに記載する。

## ストーリー
2024年のニカラグア、ゴーストのプレデターチームはアメリカに向かう武器密輸トラックを襲撃する。しかしトラック内の捜索中にダーティボムが遠隔操作で爆発し、プレデターチームは全滅した。ゴースト部隊はこの事件の真相を探るために新たにハンターチームを編成。爆弾の出所を掴むためにボリビアへと向かった。
ハンターはミッチェル少佐に命じられ、引き続き武器の痕跡を追う。まずザンビアのウェスタン・プロビンスにある難民キャンプで地元の軍閥デデ・マカバを排除し、ナイジェリアでは民間軍事会社ウォッチゲートからCIAのSAD将校ダニエル・サイクスを救出し、パキスタンのペシャワールでは武器商人カーチャ・プルゴヴァを捕らえ、ロシアのコラ半島では北極圏の辺境基地にある武器庫を破壊し、最後にカリーニングラードの飛行場でミサイル誘導システムを妨害・破壊して国際問題に発展する。
しばらくして、ダゲスタンからミサイルがロンドンに向け発射されるが、寸前にアメリカのミサイル・シールドが核弾頭を無力化する。 
ゴーストは、この発射はプルゴヴァが所属していた「レイヴンズ・ロック」と呼ばれるロシアのならず者武装グループの仕業で、ロシアのウルトラ・ナショナリスト（超国家主義者）とつながりがあると考える。
ハンターは発射地点の調査に向かったジョージア軍の特殊部隊を救出するため、ダゲスタンに向かう。
救出作戦の最中、チームはゴーストと同レベルのハイテク装備にアクセスできるロシアのスペツナズに待ち伏せされる。 後に明らかになるが、このエリート兵士たちはレイヴンズ・ロックに味方する「ボダーク（狼男）」部隊の一員である。 彼らはゴーストに挑み続ける。
まもなくレイヴンズ・ロックがクーデターを起こし、ロシアの大部分を掌握する。 ハンターはロシア北部に向かい、石油掘削船を確保する。 
その後、チームはロシアのレジスタンス運動のリーダーである忠誠派の将軍を救出するも圧倒的なレイヴンズ・ロックの一軍に追い詰められ、ハンターは彼らの陣地に空爆を要請する。H.A.W.X.の飛行中隊が航空支援に駆け付け、敵勢力を撃破する。
コザックはその後、シベリアの刑務所からロシアのヴォロディン大統領を救出する単独作戦を任される。 
ハンターはモスクワに戻ったヴォロディン大統領を保護し、レイヴンズ・ロックの司令官を排除して、忠誠派がクーデターを打ち負かすのを促進する。ひとまず危機は去った。
ミッチェル少佐は、レイヴンズ・ロックの残り7人のリーダーを抹殺するため、ハンターを極秘作戦に送り込む。
7人のうち6人を排除した後、コードネーム "エース "と呼ばれる最後の1人が、アメリカ政府内部での影響力を利用してゴーストの作戦を中止させる。
しかし、エースの企みは完全に裏目に出る。「彼に手を出すな」という明確な命令の下、これを"遵守"したハンターチームは、線路で負傷し、満身創痍のエースが列車に轢かれる様子を助けず、そのまま見殺しにするのだった。

## 登場人物

### ゴーストとその関係者
「ゴーストリード」セドリック・ファーガソン大尉
声 - 乃村健次
ハンターチームの隊長。軍人の家系に生まれ、指揮官としての高い分析力、決断力、規則を持ち合わせている。
「ペッパー」ロバート・ボニファシオ曹長
声 - 間宮康弘
ハンターチームの狙撃手。口数は少ないが、冷静で腕の立つスナイパーである。30Kに軽口を叩く一面もある。
「30K」ジミー・エリソン一等軍曹
声 - 加瀬康之
ハンターチームの機関銃手。礼儀を気にせず率直に意見を言うためトラブルを起こしやすいが、無謀な性格ではない。
「コザック」ジョン・コザック二等軍曹
声 - 河本邦弘
ハンターチームの戦闘工兵。シングルモードでのプレイヤーキャラクターとなる。ロシア系アメリカ人であり、ロシア語を流暢に話すことができる。シリーズ次回作ゴーストリコン ワイルドランズ(GRWL)では新入りとして活躍するミッションが存在する。
「オーバーロード」スコット・ミッチェル少佐
声 - 大塚芳忠
ゴースト部隊の司令官。前々作GR2、前作GRAWシリーズの主役である。GRWLでもゲストとして登場する。
ジョー・ラミレス
声 - 白熊寛嗣
プレデターチームの隊長。プロローグにのみ登場。GR2からミッチェルの部下として登場していた。

### アメリカ合衆国関係者
ダン・サイクス
CIAのエージェントで、ナイジェリアのニジェール川デルタ地帯において活発に動いている民間軍事企業「ウォッチゲート」の動きを探るべく現地に潜入していたが、最初の情報を送った後消息を絶った。

### ロシア連邦

#### レイブンズロック
ロシアに巣食う強硬派組織で、政府や軍部、マフィアとも繋がりを持っており、その力はクレムリンの中にまで及んでいる。
イワン・イリッチ・ケレンスキー
実写トレーラーに登場する、指名手配中の戦争犯罪者にして、モスクワにてレイブンズロックの強行的なやり方に反発する市民を弾圧するリーダー格。レイブンズロックの影響下にあるロシア軍部隊の士官として振舞っており、着用している戦闘服の胸にはレイブンズロックの紋章とロシアの国籍マークがある。ゴーストのハンターチームによる「テイクダウン・オーバーロード作戦」の標的となり、近くにいた部下と共に狙撃されて死亡。同時に彼らが運用していたドローンもコマンドセンターも爆破されて無力化され、展開していた歩兵と戦車2両も撃破された。
ボダーク
ロシアにおいて「ゴースト」に相当する特殊部隊(スペツナズ)であり、光学迷彩を使用しているなど装備の面でもゴーストと同等のものを揃えている。マルチプレイヤー対戦ではゴーストと対峙する勢力としてプレイヤーが操作する。
また、続編の「ワイルドランズ」において麻薬カルテル幹部のラ・プラガほかシカリオ達を訓練していたことがわかった。続々編の「ブレイクポイント」ではテロ組織に変質し、2つのキャンペーンに登場する。

## システム

### ガンスミス
本作に登場する武器のほとんどはガンスミスモードにて自由にカスタムを行える。カスタマイズ箇所は照準器やアンダーバレル装備、サイドレール装備、バレル長、ガスシステム、弾薬、ペイント、ストック、銃口部、発射方式がある。同じ銃でもカービン型、狙撃銃型、機関銃型など性質の違うカスタマイズが可能である。

### シンクショット
ステルス状態で敵にマークを付けることができ、部隊員はマークのついた敵をいつでも撃てるように待機する。自分の合図又は自身の別の目標を撃った際に同時に射撃をすることで一度に4人までの目標を無力化することができる。

### チャレンジ
キャンペーンモードには各ステージにおけるチャレンジが設定されており、武器を新たに手に入れるための「武器チャレンジ」、カスタムパーツを手に入れるための「タクティカルチャレンジ」、武器カラーやその他武器を手に入れるための「エリートチャレンジ」、「ゴーストチャレンジ」が存在する。

### ガジェット
コザックは2種類の選択可能なグレネードと、ミッションごとに設定されたUAV等固有のガジェットを使用できる。固定装備として光学迷彩、暗視装置を使用できる。

### マルチプレイ
マルチプレイでは、「ゴースト」または「ボダーク」 から操作キャラクターを選んで対戦する。攻撃チームと防御チームに分かれて目的の達成や阻止を目指して争う、最大12人での対戦が可能。
2022/10/1をもって PlayStation 3•Xbox 360のオンラインサービスが終了された。

## 『GHOST RECON ALPHA』
本作の前日談に当たる短編映画。
ストーリーは戦争犯罪者のボリス・シェフチェンコとロシアの超国家主義者の大量破壊兵器取引に関する情報を掴んだアメリカ政府の「シェフチェンコを排除せよ」との命令を受けたゴースト部隊の4人、リーダー、ペッパー、チャック、30Kが取引が行われるロシアのチェリャビンスク州の閉鎖された軍事施設に潜入するところから始まる。
潜入に成功したゴーストは取引の様子を監視していたが、なんと取引される大量破壊兵器の正体が多弾頭型の核弾頭である事が判明。手始めにゴーストは取引終了直後のシェフチェンコを対物狙撃銃の狙撃で仕留める。これを取引相手のロシア陸軍のソコロフ将軍が裏切ったと見せかける。
それに、まんまと騙されたシェフチェンコの仲間がソコロフを射殺し、シェフチェンコの仲間とソコロフの兵士達が銃撃戦を展開する。ゴーストは残るシェフチェンコの仲間を優先的に排除し、ソコロフの死で士気が低下した兵士達を投降させた。
当初の任務はシェフチェンコの排除のみだったが、核弾頭を放置するわけにもいかず、また安全装置が解除されていた核弾頭を無力化する為チャックとペッパーが核弾頭付近に陣取り、残りのリーダーと30Kは投降したロシア兵の監視を行う。
突如、そこに光学迷彩を装備した謎の特殊部隊と戦闘用ロボットが二手に分かれたゴーストの前にそれぞれ現れる。その際の戦闘ロボットの奇襲攻撃でソコロフ配下の兵士を皆殺しにされてしまうが、リーダーと30Kは難を逃れる。
止む無く、ゴーストはペッパーのEMPを合図にそれぞれの敵と激しい銃撃戦を繰り広げる事になる。しかし、核弾頭の無力化を行っていたチャックが戦死してしまう。ペッパーは敵の特殊部隊を全滅させた後、証拠隠滅のためチャックの遺体を焼夷手榴弾で焼却処分した。
リーダー達も戦闘用ロボットを撃破し、3人は合流するが、無力化がまだ途中だった核弾頭を乗せたコンテナは突然現れたヘリコプターによってゴースト達の目の前で持ち去られてしまう。
そして最後にロンドン市内の様子が出たところで画面に「TO BE CONTINUED」と現れる事から、ゲーム本編内でロンドン上空に飛来して炸裂した核ミサイルの弾頭が、他でもない持ち去られた核弾頭そのものである事が示唆されている。